# Georges Fouet
Pour les articles homonymes, voir Fouet.
Georges Fouet, né le 14 avril 1922 à Toulouse et mort le 17 avril 1993 à Castelmaurou,, est un archéologue français. Il est célèbre pour son travail sur la villa gallo-romaine de Lassalles à Montmaurin et sur celles de Valentine, Villerouge et Saint-Loup, situées dans le Comminges.

## Biographie
Instituteur à Saint-Plancard, très impliqué dans les sociétés savantes régionales, Georges Fouet est nommé en 1954 attaché de recherches au CNRS.
Il découvre le sanctuaire du Mont Sacon ainsi que les fresques pré-romanes de Saint-Plancard. Il est responsable des fouilles des villas gallo-romaines de Valentine et de Montmaurin.
L'Académie française lui décerne le prix Hercule-Catenacci en 1983 pour l'ouvrage La Céramique toulousaine en collaboration avec Marie-Louise Galinier et Georges Savès.
De 1969 à 1993, il préside la Société des études du Comminges et dirige la Revue de Comminges. Il est aussi président de l'Académie Julien Sacaze.

## Publications
- La villa gallo-romaine de Montmaurin (Haute-Garonne), 1983 ; traduit en anglais : The Roman villa of Montmaurin. Historic building, 1986.